# Крис Рија
Кристофер Антон Рија (енгл. Christopher Anton Rea; 4. март 1951, Мидлсбро) енглески је кантаутор и гитариста, препознатљив по свом храпавом гласу и по својој техници на слајд гитари.
Кристофер је рођен у Мидлсброу од оца Италијана Камило Рија (умро децембра 2010) и мајке Иркиње Винифред Сли (умрла септембра 1983). Породица је била позната, захваљујући оцу, који је био власник кафића и фабрике сладоледа. Напуштајући школу, Рија се бавио разним пословима, укључујући и у очевој фабрици сладоледа. У 21-22. години, купио је своју прву гитару. Што се тиче његове технике на гитари, развио је свој стил, слушајући опере и Делта блуз музичаре попут Сонија Боја Вилијамсона II и Мадија Вотерса.
Године 1978, Крис издаје свој први студијски албум Whatever Happened to Benny Santini?. Издат је у јуну, а продуцент је био Гас Дадџон, који је такође сарађивао са Елтоном Џоном. Први сингл са албума био је „Fool (If You Think It's Over)”, који је био његов највећи хит у Сједињеним Државама а доспео је на 12. позицији на Билбордовој хот 100 листи.
Највећу популарност је достигао са албумом The Road to Hell из 1989. године. Био је његов први албум који је достигао на прво место у Уједињеном Краљевству. Албум је био исто популаран на европском континенту. Ово достигнуће није било видљиво у САД-у, јер је достигла на 107. место. Његов следећи албум Auberge је такође достигла велику популарност у Уједињеном Краљевству и Европи.
Остале познате песме су: „I Can Hear Your Heartbeat”, „On the Beach”, „”, „”, „”, „Auberge”, „Looking for the Summer” као и дует „If You Were Me” са Елтоном Џоном.
Рија је имао стомачних компликација и перитонитис од 1994, као и неколико операција. Августа 2000, дијагностикован му је рак панкреаса. Откако му је уклоњен панкреас, 2001. године, Крис се такође бори са дијабетесом и слабијим имунолошким системом.
Ожењен је са Џоаном Лесли, са којом има две ћерке.